# Anima Yell!
《Anima Yell!》是卯花つかさ以四格漫畫形式發表的日本漫畫作品，於芳文社的雜誌《Manga Time Kirara Carat》2016年4月號開始連載至2020年10月號。共發行5冊單行本。於《Manga Time Kirara Carat》2018年3月號宣布電視動畫化，由動畫工房製作。AT-X等電視台於2018年10月開始播放電視動畫。

## 故事簡介
鳩谷小羽在中學畢業前，見到了河堤邊啦啦隊為棒球隊加油的景象而入迷，而打算上了高中後要加入啦啦隊社，但小羽就讀的高中並沒有啦啦隊社。在遇到了有過啦啦隊經驗的有馬日詰後，小羽下定決心要自己創立社團，而開始招募社員。說服日詰參加後，青梅竹馬猿渡宇希、同班同學館島虎徹也陸續加入，正式成立了啦啦隊同好會。

## 登場角色

### 啦啦隊社
鳩谷小羽（聲：尾崎由香（日本）、何璐怡（香港））
神木高中1年級，15歲。性格開朗，為幫助別人會全力以赴。喜歡活動身體但不擅長運動，也因此時常在幫助他人時受傷。在一次偶然看到了啦啦隊加油的景象後對啦啦隊產生了興趣，而在升上高中後決定創立啦啦隊社。因小時候的經驗而有懼高症，為了演出特技而努力克服中。
特技時擔任上層人員。
有馬日詰（聲：山田唯菜（日本）、詹健兒（香港））
與小羽等人同為1年級。個性認真。國中時有過啦啦隊經驗，雖然憑藉著熱情不斷進步，但因隊友跟不上腳步而被限制，最後退出了啦啦隊。在知道小羽真心想要組啦啦隊後，再次下定決心開始活動。在啦啦隊表演時會露出平時看不到的笑容。有個正就讀大學的哥哥。
特技時擔任底層人員。
猿渡宇希（聲：井澤美香子（日本）、羅孔柔（香港））
小羽的青梅竹馬及同班同學。很照顧小羽。看到小羽跟其他人要好時會吃醋。在同好會中常擔任吐槽角色。喜歡偶像等可愛的事物，但因害羞而隱瞞著其他人。
特技時擔任後保。
館島虎徹（聲：楠木灯（日本）、成瑤孆（香港））
小羽的同班同學。性格溫厚。雖然較沒有自信，不過有話直說，不時會講出帶刺的話。喜歡吃東西而時常在意自己的體重。起初因為沒有自信拒絕了小羽的入社邀請，但在看過為籃球隊加油的小羽等人後決定加入同好會。
特技時擔任底層人員。
牛久花和（聲：白石晴香（日本）、葉曉欣（香港））
日詰過去的啦啦隊同伴。崇拜著日詰，稱呼同學年的日詰為前輩。被小羽等人以（花和的另一種讀音）稱呼。
稻葉兔和（聲：南早紀（閃耀幻想曲）（日本）、（香港））
在小羽等人升上二年級後加入啦啦隊社的一年級生，擔任社團經理。以成為漫畫家為目標，會觀察社團練習的內容作為繪圖的參考。

### 其他
犬養老師（聲：松井惠理子（日本）、梁少霞（香港））
小羽班上的導師。協助了小羽等人成立了啦啦隊同好會。
秋常紺（聲：河野日和（日本）、林元春（香港））
虎徹的好友，小羽等人的同班同學。暗戀著家庭教師而向啦啦隊同好會尋求建議，之後為了提升料理的手艺而加入了家庭生活社。
籃球社學姐/鯨井汐凪（聲：古川由利奈（日本）、陳琴雲（香港））
委託啦啦隊同好會在籃球社的比賽中幫忙加油的學姐。與家庭生活社社長是同年級的朋友。
家庭生活社社長/紅葉谷鹿乃（聲：夏野菜緒（日本）、魏惠娥（香港））
委託啦啦隊同好會協助家庭生活社設計菜單。與籃球社學姐是同年級的朋友。
猿渡曉音（聲：田中愛美（日本）、沈小蘭（香港））
宇希的弟弟，小學三年級。少年足球隊「Victorys」的隊員。
根古屋鈴子（聲：松田利冴（日本）、張頌欣（香港））
日詰過去的啦啦隊同伴。與雙胞胎姊妹的珠子默契極佳。
根古屋珠子（聲：松田颯水（日本）、張頌欣（香港））
日詰過去的啦啦隊同伴。與雙胞胎姊妹的鈴子默契極佳。

## 出版書籍
| 冊數 | 芳文社        | 芳文社                 |
| 冊數 | 發售日期      | ISBN                   |
| ---- | ------------- | ---------------------- |
| 1    | 2017年2月27日 | ISBN 978-4-8322-4807-6 |
| 2    | 2018年1月27日 | ISBN 978-4-8322-4914-1 |
| 3    | 2018年9月27日 | ISBN 978-4-8322-4978-3 |
| 4    | 2019年7月25日 | ISBN 978-4-8322-7110-4 |
| 5    | 2020年9月25日 | ISBN 978-4-8322-7214-9 |

## 電視動畫
2018年10月起於AT-X等台播出。

### 工作人員
- 原作：卯花つかさ（芳文社「Manga Time Kirara Carat」連載）
- 導演：佐藤雅子
- 劇本統籌、編劇：志茂文彥
- 人物設計：
- 總作畫監督：、曾我篤史
- 動作作畫監督：狩野正志
- 美術監督：（Olive）
- 色彩設計：伊藤裕香
- 攝影監督：廖程芝
- 編輯：小野寺繪美
- 音響監督：平光琢也
- 音響效果：風間結花
- 音樂：manzo（日语：manzo）、堤博明
- 音響製作：神南Studio（日语：神南スタジオ）
- 編舞、啦啦隊動作監修：柳下容子、瀧本有美、東京Girls（日语：東京ガールズ）
- 動畫製作：動畫工房
- 製作：Anima Yell!製作委員會

### 主題曲
片頭曲
作詞、作曲、編曲：篠崎絢人、橘亮祐
主唱：神木高中啦啦隊社（鳩谷小羽（尾崎由香）、有馬日詰（山田唯菜）、猿渡宇希（井澤美香子）、館島虎徹（楠木灯）、牛久花和（白石晴香））
第一話作為片尾曲使用。
片尾曲「One for All」
作詞：本田正樹、前田甘露，作曲、編曲：本田正樹
主唱：神木高中啦啦隊社（鳩谷小羽（尾崎由香）、有馬日詰（山田唯菜）、猿渡宇希（井澤美香子）、館島虎徹（楠木灯）、牛久花和（白石晴香））
第一話未使用。

### 插入曲
一部分為不同歌手翻唱的J-POP曲，作為劇中啦啦隊表演時的背景音樂使用。
「LOVE & JOY」（第1、2話）
作詞：麻倉真琴，作曲：浅倉大介，編曲：吉田穣，主唱：XAI
「The Journey」（第2、9、12話）
作詞：Chica，作曲：堤博明，主唱：Astha Shrestha
「Here We Are」（第5、12話）
作詞：Chica，作曲：manzo，主唱：Kimber-Lee Jacobsen
「JOYFUL」（第6話）
作詞、作曲：水野良樹，主唱：YURiKA
「LOVE2000」（第8話）
作詞：hitomi，作曲：鎌田雅人，主唱：昆夏美
（第9話）
作詞：渡瀬マキ，作曲：川添智久，主唱：大原由衣子
「CRAZY GONNA CRAZY」（第11話）
作詞、作曲：小室哲哉，主唱：YURiKA
「One Day」（第12話）
作詞：Chica，作曲：堤博明，主唱：MB Padfield
「ストレスフリー」（第12話）
作詞：miwa，作曲：miwa、NAOKI-T，主唱：大原由衣子

### 各話列表
| 話數 | 日文標題                | 中文標題                     | 香港標題                | 分鏡            | 演出              | 作畫監督                                                                               |
| ---- | ----------------------- | ---------------------------- | ----------------------- | --------------- | ----------------- | -------------------------------------------------------------------------------------- |
| #1   |                         | 第一次的啦啦隊               | 第一次的啦啦隊          | 佐藤雅子        | 佐藤雅子          | 小倉寬之、久保茉莉子                                                                   |
| #2   |                         | 雖然可愛仍舊帥氣             | 既可愛又帥氣            | 吉川博明        | 由井翠            | 平塚知哉、富田泰弘                                                                     |
| #3   |                         | 啦啦同好會，戀愛的聲援       | 啦啦隊同好會 為戀愛加油 | 荒井省吾        | 荒井省吾          | 山本恭平、渡邊舞 小倉寬之                                                              |
| #4   | Let's Cheer Up!         | Let's Cheer Up!              | Let's Cheer Up!         | 上坪亮樹        | 佐佐木純人        | 金璐浩、上野沙彌佳 宮野健、Lee Juhyeon                                                 |
| #5   |                         | 帶著笑容做動作               | 帶着笑容做手臂動作      | 大隈孝晴        | 野木森達哉        | 小倉寬之、久保茉莉子 山本恭平、渡邊舞                                                  |
| #6   |                         | 心跳不已，雙底座雙腳髖位托舉 | 緊張心動的雙股立姿      | 由井翠 佐藤雅子 | 由井翠            | 平塚知哉、富田泰弘 中島大智、瀧澤茉夕 北島勇樹、小倉寬之 久保茉莉子                    |
| #7   |                         | 恐高症的尖子                 | 飛人有畏高症            | 越田知明        | 粟井重紀          | 山崎輝彥、菅原美智代 藤田真弓、李周鉉 多田和春                                         |
| #8   |                         | 學姐與我                     | 師姐與我                | 板津匡覽        | 野呂純惠          | 渡邊舞、山本恭平 狩野正志、平塚智也                                                    |
| #9   |                         | 決定部長！五人的啦啦隊       | 選出隊長！五人啦啦隊    | 吉川博明        | 佐佐木純人        | 金璐浩、上野沙彌佳 宮野健、飯塚葉子 李周鉉、多田和春 Jumondou Seoul                    |
| #10  |                         | 襪子和夏日合宿               | 襪子與夏季集訓          | 添野惠          | 野木森達哉 由井翠 | 久保茉莉子、柴田裕司 中島大智、山本恭平 手島典子、小倉寬之                             |
| #11  |                         | 心驚膽戰的肩部跨坐           | 心驚膽戰的肩部跨坐      | 原口浩          | 粟井重紀          | 菅原美智代、金璐浩 吉村惠、上野沙彌佳 宮野健、永田文宏 池添優子、乘富梓 Jumondou Seoul |
| #12  | One For All All For One | One For All All For One      | One For All All For One | 佐藤雅子        | 佐藤雅子          | 平塚知哉、小倉寬之 久保茉莉子、山本恭平 渡邊舞、中島大智                               |

### 播放电视台
日本深夜動畫：下文記載的日本国内播放時間使用日本標準時間（UTC+9）表示。因為部分時間标识會採用30小时制，因此請留意这类超过24:00的时间，其實際播放時間為翌日清晨。
| 播放地区 | 播放电视台 | 播放日期                 | 播放时间（UTC+9）          | 所属联播网 | 备注       |
| -------- | ---------- | ------------------------ | -------------------------- | ---------- | ---------- |
| 日本全国 | AT-X       | 2018年10月7日 -12月23日  | 星期日 23:30 - 星期一 0:00 | CS卫星     | 有重播     |
| 东京都   | TOKYO MX   | 2018年10月8日 - 12月24日 | 星期一 0:00 - 0:30         |            | 有重播     |
| 日本全国 | BS11       | 2018年10月8日 - 12月24日 | 星期一 0:00 - 0:30         | BS卫星     | ANIME+时段 |

#### 香港
| J2 星期六 13:30－14:30 節目 （若星期六為本地賽馬日則改為星期日早上08:35－09:35（5月9日除外）） 5月1日 14:00－14:30、5月9日 15:40－16:40、 5月22日 11:40－12:45、6月5日 13:30－15:00 | J2 星期六 13:30－14:30 節目 （若星期六為本地賽馬日則改為星期日早上08:35－09:35（5月9日除外）） 5月1日 14:00－14:30、5月9日 15:40－16:40、 5月22日 11:40－12:45、6月5日 13:30－15:00 | J2 星期六 13:30－14:30 節目 （若星期六為本地賽馬日則改為星期日早上08:35－09:35（5月9日除外）） 5月1日 14:00－14:30、5月9日 15:40－16:40、 5月22日 11:40－12:45、6月5日 13:30－15:00 |
| --- | --- | --- |
| | 加油啦！啦啦隊 （2021年5月1日－6月5日） | |
| 偶像夢幻祭 | 媽寶闖蕩尼泊爾 【動畫時段取消】WAVE!! 衝浪少年 （2021年9月4日－10月9日） | |
| 翡翠台 星期四、五 17:20－17:50 節目 | | |
| 重播 | 加油啦！啦啦隊 （2022年4月22日－6月2日） | 忍者乱太郎 第24輯 |

### BD／DVD
| 卷數 | 發售日期       | 收錄話數       | 規格編號   | 規格編號   |
| 卷數 | 發售日期       | 收錄話數       | BD         | DVD        |
| ---- | -------------- | -------------- | ---------- | ---------- |
| 1    | 2018年12月26日 | 第1話－第3話   | TBR-28371D | TDV-28375D |
| 2    | 2019年1月16日  | 第4話－第6話   | TBR-28372D | TDV-28376D |
| 3    | 2019年2月13日  | 第7話－第9話   | TBR-28373D | TDV-28377D |
| 4    | 2019年3月13日  | 第10話－第12話 | TBR-28374D | TDV-28378D |

## 外部連結
- 电视动画《Anima Yell!》官方网站（页面存档备份，存于） （日語）
- 电视动画《Anima Yell!》的X（前Twitter）（日語）